# Beno Gutenberg
Beno Gutenberg (/ˈɡuːtənbɜːrɡ/; 4. juni 1889 i Darmstadt – 25. januar 1960) var en tysk-amerikansk seismolog, der ydede flere vigtige bidrag til videnskaben. Han var kollega og mentor for Charles Francis Richter ved California Institute of Technology og Richters samarbejdspartner i udviklingen af Richter-skalaen til måling af et jordskælvs størrelse.

## Tidligere liv
Gutenberg blev født i Darmstadt, Tyskland, og fik sin doktorgrad i fysik fra universitetet i Göttingen i 1911. Hans rådgiver var Emil Wiechert. Under Første Verdenskrig tjente Gutenberg i den tyske hær som meteorolog til støtte for gaskrigsoperationer.
Gutenberg havde stillinger ved universitetet i Strasbourg, som han mistede, da Strasbourg blev fransk i 1918. Efter nogle år, hvor han måtte forsørge sig selv med at lede sin fars sæbefabrik, opnåede han i 1926 et juniorprofessorat ved universitetet i Frankfurt am Main, som var dårligt betalt.
Selvom han allerede i 1920'erne var en af verdens førende seismologer og absolut den førende seismolog i Tyskland, var han stadig afhængig af stillingen i sin fars fabrik; dog fortsatte han sin forskning i sin fritid.